# Lucy Spraggan
Lucy Spraggan (ur. 21 lipca 1991 w Buxton) – angielska wokalistka i autorka piosenek, tworząca i wykonująca muzykę akustyczną z pogranicza folku i hip-hopu. W lipcu 2011 zajęła drugie miejsce w brytyjskim konkursie muzycznym Live and Unsigned. W 2012 roku wzięła udział w programie telewizyjnym X Factor.

## Dyskografia

### Albumy Studyjne
- Top Room at the Zoo – 2011
- Join The Club - 2013
- We Are - 2015

### Single
- Tea and Toast – 2012
- Lighthouse – 2013